# Złote DVD
Złote DVD – album DVD stanowiący podsumowanie ponad 20-letniej działalności Republiki.
W lutym 2003 nagranie uzyskało certyfikat złotej płyty DVD.

## Zawartość albumu
Płyta 1
- wszystkie teledyski grupy
- Kombinat – XXIII Przegląd Piosenki Aktorskiej – ostatni koncert zespołu, który zagrano bez lidera grupy, Grzegorza Ciechowskiego
- suplement w postaci trzech utworów nakręconych dla potrzeb TVP oraz wywiad Republika Na Kaszubach.

Płyta 2
Płyta druga jest określana mianem koncertowej – zawiera mniej znane koncerty zespołu, takie jak:
- koncert w Opolu (1983 rok)
- reportaż z trasy koncertowej płyty Siódma pieczęć
- koncert w Münster (Niemcy, 1998 rok)
- koncert w Opolu (2001 rok).
- fragmenty filmów Koncert i Fala, w których pojawiła się Republika